# Front froid de retour

Mouvement d'un front froid régulier à gauche et d'un front froid de retour à droite

Un front froid de retour est un phénomène caractéristique d'une dépression de surface faisant le tour d'une dépression coupée en altitude, ou bien de l'intensification d'un anticyclone au nord-est (hémisphère nord, sud-est dans l'autre) d'une dépression repoussant l'air doux. Habituellement, les fronts se déplacent d'ouest en est mais un front froid de retour se déplace « à l'envers », du nord-est vers le sud-ouest. Ce phénomène se produit en général sur la façade est des continents, comme sur la côte est de l'Amérique du Nord. 

## Étymologie
Le concept, appelé backdoor cold front en anglais nord-américain, est surtout employé en Amérique du Nord et peut avoir d'autres noms ailleurs. La traduction de ce terme en français n'est pas encore finalisée. Beaucoup de personnes au Canada préfèrent parler d'un front froid arrière. Cependant, le gouvernement canadien recommande l'usage du terme front froid de retour.

## Effets
Ce type de front froid apporte une masse d'air polaire maritime fraîche et humide à l'intérieur des terres. La couche d'air advectée est stable. Ainsi, à l'arrière du front, le temps sera frais et maussade; le ciel sera couvert par une couche de nuages stratiformes. Ceci est à l'opposé d'un  ciel de traîne à l'arrière d'un front froid classique qui est constitué de nuages cumuliformes car la masse d'air advectée est instable.
Par contre, à l'avant du front dans le secteur chaud, l'air peut être instable et son approche va déclencher la formation de nuages convectifs. En été, il peut causer le développement d'orages en lignes parfois violents.